# Condado de Sherman (Oregón)
El condado de Sherman es un condado del estado de Oregón, Estados Unidos. Tiene una población estimada, a mediados de 2023, de 1951 habitantes.
La sede del condado es Moro y su mayor ciudad es Wasco.
Tiene una superficie total de 2150 km², de los cuales 20 km² están cubiertos de agua.
Fue fundado en 1889.

## Geografía

### Condados adyacentes
- Condado de Wasco (suroeste)
- Condado de Gilliam (este)
- Condado de Klickitat, Washington (norte)

## Demografía

### Censo de 2020
Según el censo de 2020, en ese momento había 1870 personas residiendo en el condado. La densidad de población era de 0.9 hab./km². El 87.86% de los habitantes eran blancos, el 1.02% eran amerindios, el 0.43% eran asiáticos, el 0.16% eran isleños del Pacífico, el 2.19% eran de otras razas y el 8.34% eran de una mezcla de razas. Del total de la población, el 6.36% eran hispanos o latinos de cualquier raza.

### Estimación 2018-2022
Según la estimación 2018-2022 de la Oficina del Censo, el 18.8% de los habitantes del condado tienen menos de 18 años, el 58.0% tienen entre 18 y 65 años, y el 23.2% tienen 65 años o más. El tamaño promedio de una familia es de 3.14 miembros.
Los ingresos medios de los hogares del condado son de $57,171 y los ingresos medios de las familias son de $74,063. Los ingresos per cápita en los últimos doce meses, medidos en dólares de 2022, son de $33,206. Alrededor del 15.5% de la población está debajo de la línea de pobreza, entre ellos el 17.5% de los menores de 18 años y el 6.8% de quienes tienen 65 años o más.

## Localidades

### Ciudades
- Grass Valley
- Moro
- Rufus
- Wasco

### Lugares designados por el censo (census-designated places,CDP)
- Biggs Junction

### Localidades
- De Moss Springs
- Kent